# Unktehila
Unktehila (Unktehi, Unhcegila, Uncegila), Unktehila je rogata vodena zmija iz mitologije Lakota i Dakota. To je dijametralni protivnik Thunderbird Wakinyana, a postoje mnoge legende o epskim borbama između njih dvojice.